# Antonio Maspes
Antonio Maspes (ur. 14 stycznia 1932 w Mediolanie, zm. 19 października 2000 tamże) – włoski kolarz torowy i szosowy, brązowy medalista olimpijski oraz dziewięciokrotny medalista torowych mistrzostw świata.

## Kariera
Pierwszy sukces w karierze Antonio Maspes osiągnął w 1948 roku, kiedy zwyciężył w szosowym kryterium Coppa Caldirola. Cztery lata później wystartował na igrzyskach olimpijskich w Helsinkach, gdzie wspólnie z Cesare Pinarello wywalczył brązowy medal w wyścigu tandemów. Był to jego jedyny występ olimpijski, bowiem po 1952 roku przeszedł na zawodowstwo. Na torowych mistrzostwach świata w Mediolanie w 1955 roku zwyciężył w sprincie indywidualnym zawodowców, bezpośrednio wyprzedzając Szwajcara Oscara Plattnera i Holendra Arie van Vlieta. Wynik ten Włoch powtórzył jeszcze sześciokrotnie: na MŚ w Kopenhadze (1956), MŚ w Amsterdamie (1959), MŚ w Lipsku (1960), MŚ w Zurychu (1961), MŚ w Mediolanie (1962) oraz MŚ w Paryżu (1964). Ponadto w tej konkurencji był drugi za swoim rodakiem Sante Gaiardonim podczas mistrzostw świata w Liège (1963) oraz trzeci na mistrzostwach w Paryżu (1958), gdzie wyprzedzili go jedynie Francuz Michel Rousseau i kolejny Włoch Enzo Sacchi. Wielokrotnie zdobywał medale torowych mistrzostw kraju, w tym 11 złotych. Startował również w wyścigach szosowych, ale bez większych sukcesów.